# Геркулесова дорога
Геркулесова дорога (La Vía Heraclea, Heráclea или Heraklea) это путь, который пролегал по Пиренейскому полуострову, он датируется по крайней мере с VI в. до н. э. Этим путем в основном осуществлялась торговля между греческими колониями, расположенными в Леванте, и территориями Turdetania (провинция Bética). 

Большая часть Геркулесовой дороги — это будущая Августова дорога. В период с 8 по 2 год до н. э. Августова дорога станет основной транспортной трассой. Позже, по приказу консула 122 до н. э. Гнея Домиция Агенобарба, была построена Домициева дорога.

## Трасса
Дорога начиналась от эллинских портов на востоке Иберии (Iberia): Akra Leuké (теперешняя Аликанте), Alonis (Вильяхойоса) и, Hemeroscopio (Denia). Оттуда, проходя через современную провинцию Альбасете, спускалась в направлении Сьерра-Морена и достигала территории Oretano (что считается Turdetano)(Тартесс), провинции Бетика, которая примерно соответствует нынешней Андалусии. 